# Hamis Kiggundu

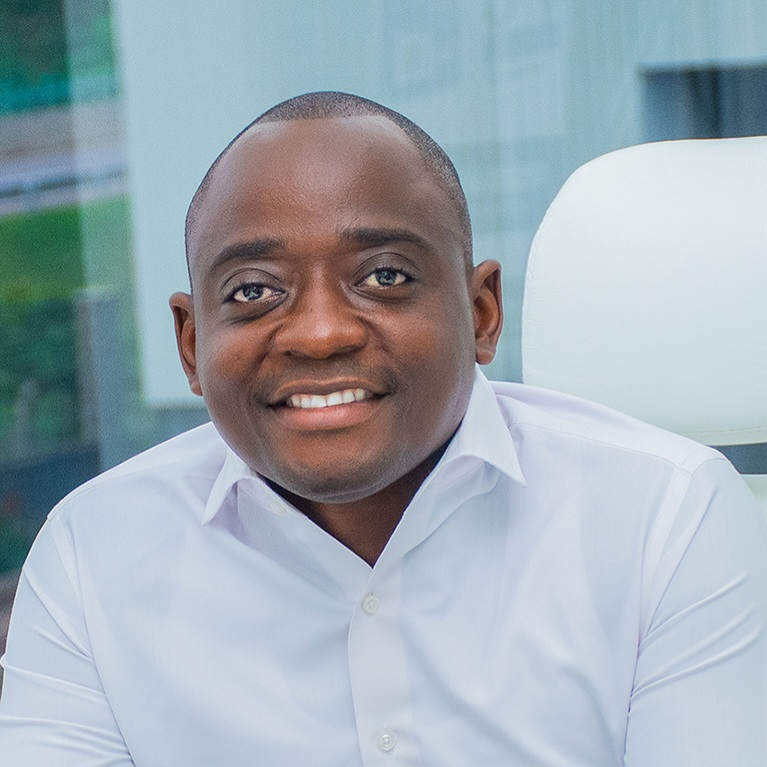
Hamis Kiggundu, 2021

Hamis Kiggundu (* 10. Februar 1984 in Kalungu), allgemein bekannt als Ham, ist ein ugandischer Geschäftsmann und Sachbuchautor. Er ist CEO der Ham Group of Companies. 
Im Jahr 2015 erhielt Kiggundu den Auftrag zur Neugestaltung des Nakivubo Stadium in Partnerschaft mit der Regierung Ugandas. Die Arbeiten begannen 2017 und im April 2024 wurde das Stadion von Präsident Yoweri Museveni eröffnet.
Im März 2020 machte Kiggundu Schlagzeilen, als er die Diamond Trust Bank (DTB) verklagte. Er erklärte, die Bank habe ihn über einen Zeitraum von zehn Jahren um mehr als 30 Millionen US-Dollar betrogen. Im Oktober 2020 gewann Kiggundu den Prozess. DTB wurde zur Rückzahlung von 34,29 Milliarden UGX und 23,4 Millionen USD plus 8 % Zinsen verurteilt. Im November 2023 wurde der Streit außergerichtlich beigelegt.

## Leben und Ausbildung
Kiggundu wurde am 10. Februar 1984 in Kalungu im Distrikt Masaka in der Zentralregion Ugandas geboren. Er ist der Sohn von Haruna Segawa, der wie andere Familienmitglieder in größerem Umfang in Immobilien in Kampala investierte.
Nach der Grundschule in Masaka besuchte Kiggundu die Kabojja International School im Kampala-Distrikt und erlangte einen Bachelor in Rechtswissenschaft an der Makerere-Universität.
Kiggundu wurde in eine muslimischen Familie geboren. Er bezeichnet den Islam als „die höchste Errungenschaft eines Lebens“.

## Unternehmerische Tätigkeiten

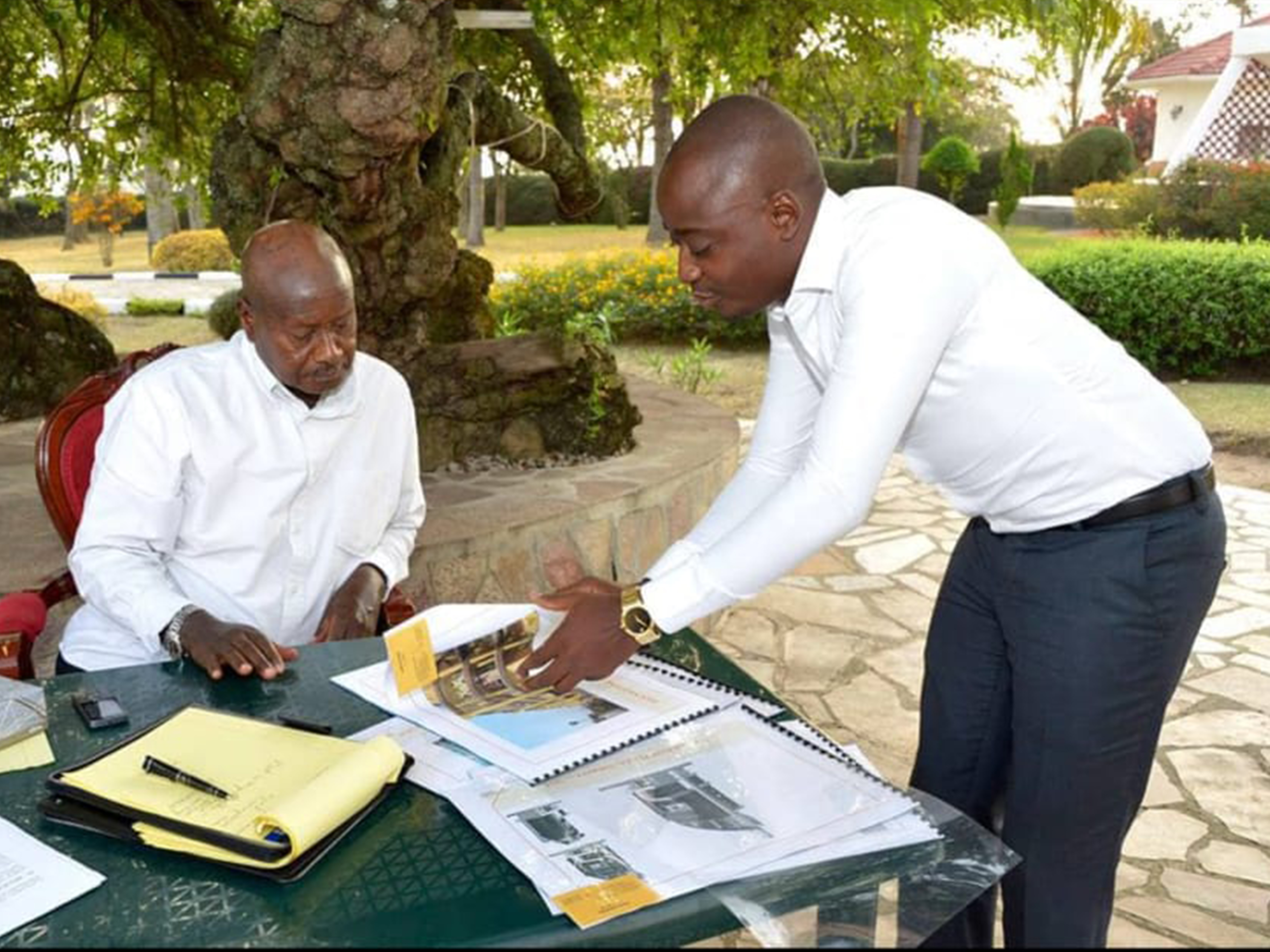
Kiggundu präsentiert Präsident Museveni den Nakivubo-Stadion-Plan (2015)

Hamis begann seine unternehmerische Laufbahn im Jahr 2005 als Textilhändler. Zuvor hatte er seinen Vater Hajji Segawa in dessen Stoffgeschäft unterstützt, wo er grundlegende Geschäftskenntnisse erlernte. Während der Ferien in der Mittelschule erhielt er von seinem Vater Startkapital für seine eigene Geschäftstätigkeit.
Als sein Geschäft florierte, begann er mit dem Kauf und Verkauf von Grundstücken und Immobilien. 2009 gründete er Ham Enterprises (U) Ltd und begann mit dem Bau und Erwerb von Gewerbeimmobilien.
Im Jahr 2010 begann Kiggundu mit dem Bau von Ham Towers, seinem ersten kommerziellen Gebäude im Vorort Makerere von Kampala. Laut billionaires.Africa nutzte er die Erfahrungen aus seinem ersten Projekt und errichtete innerhalb von 18 Monaten sein zweites Objekt, die Ham Shopping Mall im Zentrum Kampalas. Mit den Mieteinnahmen aus beiden Objekten konnte er weitere Finanzierungen von Banken erhalten, da er über solide Sicherheiten verfügte.
Bis 2021 hatte Hamis Kiggundu seine Investitionen auf mehrere Sektoren ausgeweitet, darunter Immobilien, Finanzen, Bankwesen, Informationstechnologie, soziale Medienplattformen und industrielle Großproduktion. Seine vielfältigen Unternehmungen werden über die Ham Group of Companies verwaltet. Namentlich mit den wirtschaftlichen Aktivitäten von Hamis Kiggundu über die Ham Group verbunden sind etwa Ham Agro-Processing Industries Ltd, die Ham Agro Bank, die Ham International Express Logistics und die Ham International School Uganda. Bekannte Großprojekte Kiggundus sind die Sanierung und Erweiterung des Nakivubo-Fußballstadions in Kampala, das seitdem den Namen Hamz Stadium trägt, und die Errichtung des Luxuswohngebiets Ham Palm Villas bei Kampala. Über die Ham Foundation tritt Kiggundu als Philantrop auf.
Laut einem Forbes-Bericht über Uganda von Penresa begann Kiggundu ein Projekt im Wert von 156 Millionen US-Dollar, um in Akright City in der Zentralregion Ugandas eine moderne integrierte Agroverarbeitungsanlage (IAIP) zu errichten, mit dem Ziel, die ugandische Agrarproduktion aufzuwerten.

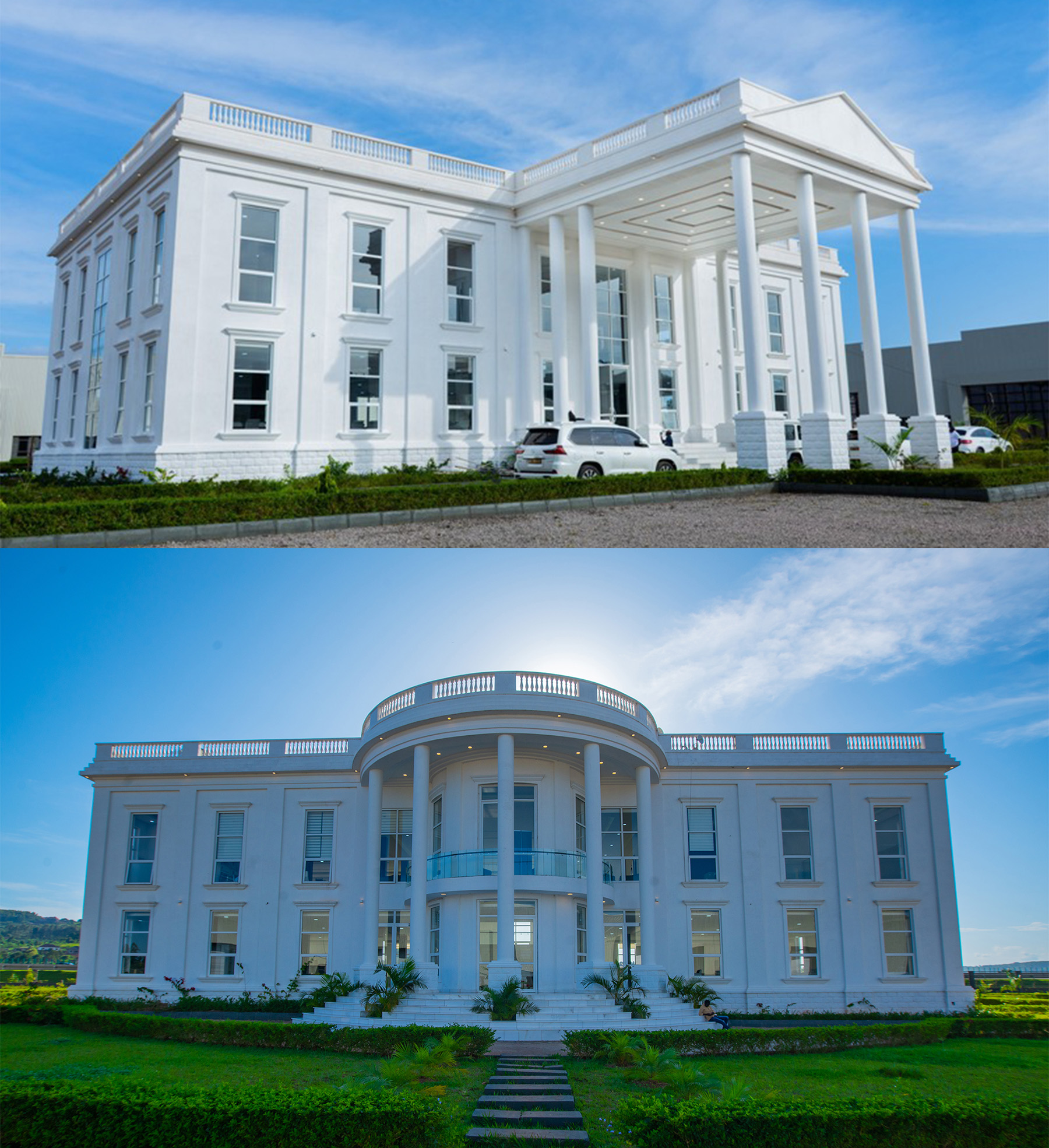
Kiggundus Nachbildung des Weißen Hauses in Uganda

In Akright City, Entebbe, ließ Kiggundu eine Nachbildung des Weißen Hauses errichten, die als Hauptsitz von Ham Integrated Agro Processing Industries dient. In einem Interview 2023 mit Wode Maya erklärte er, dass das Projekt dazu gedacht sei, lokale Ambitionen zu fördern und Chancen innerhalb Afrikas zu demonstrieren.
Im März 2025 wurde Kiggundu als der fünftreichste Ugander mit einem geschätzten Nettovermögen von 1,02 Milliarden US-Dollar genannt.
Kiggundu veröffentlichte zwei Bücher: Success and Failure Based on Reason and Reality (2018) und Reason as the World Masterpiece (2021).

## Philanthropie
Im Jahr 2017 spendete Kiggundu über die Kampala General Better Traders Association 100 Millionen ugandische Schilling an Händler, die vom Nakivubo Park Yard-Markt vertrieben worden waren. Außerdem bot er ihnen sechs Monate kostenlose Miete auf seinem Grundstück „Ham Shopping Grounds“ an.
Im April 2020 spendete er Nahrungsmittelhilfe an die nationale COVID-19-Taskforce Ugandas. Kiggundu beteiligte sich ebenfalls an der Lebensmittelhilfe der Uganda Journalists Association für über 100, vom COVID-Lockdown betroffene ugandische Journalisten, wurde jedoch dafür kritisiert, dass er Journalisten direkt Bargeld überreichte. Zur Beschaffung von COVID-19-Impfstoffen stellte Kiggundu im Juli 2021 530 Millionen Uganda-Schilling der Regierung Ugandas zur Verfügung.
Im Januar 2024 spendete er 100.000 Königspalmen an die Stadtverwaltung Kampalas (Kampala Capital City Authority, KCCA), um die Begrünung der Stadt zu unterstützen.

## Auszeichnungen
- Kiggundus Buch Success and Failure Based on Reason and Reality wurde 2018 beim Book Forum of Uganda in Kampala als „Wirtschaftsmotivationsbuch des Jahres“ ausgezeichnet.[32]
- Im Jahr 2023 erhielt er den African Renaissance & Iconic Development Entrepreneur Award der Pan-African Pyramid Global Awards für seine Beiträge zur wirtschaftlichen Entwicklung Afrikas.[33]
- Im Februar 2024 wurde ihm eine besondere präsidentielle Anerkennung durch den Minister für die Kampala Capital City Authority für seine Beiträge zur sozioökonomischen Entwicklung Kampalas, insbesondere für benachteiligte Gemeinschaften verliehen.[34]
- Im Juni 2024 erhielt Kiggundu eine Ehrendoktorwürde in Global Leadership and Management von der European International University (EIU) in Paris.[35]